# Kolonia Lubeckiego

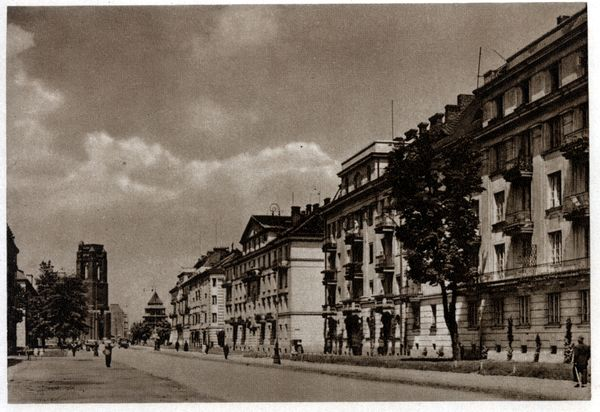
Ulica Uniwersytecka w latach 30. XX wieku

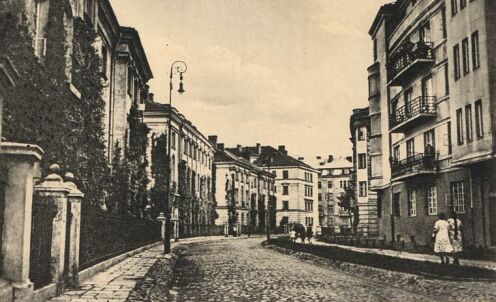
ul. Mochnackiego w latach 30. XX wieku

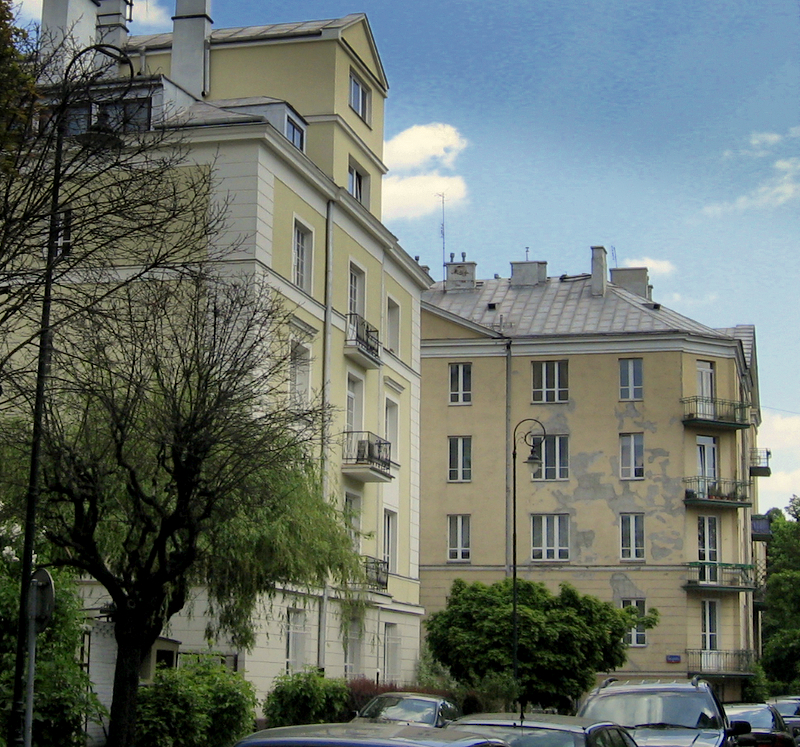
Kamienice przy ul. Raszyńskiej

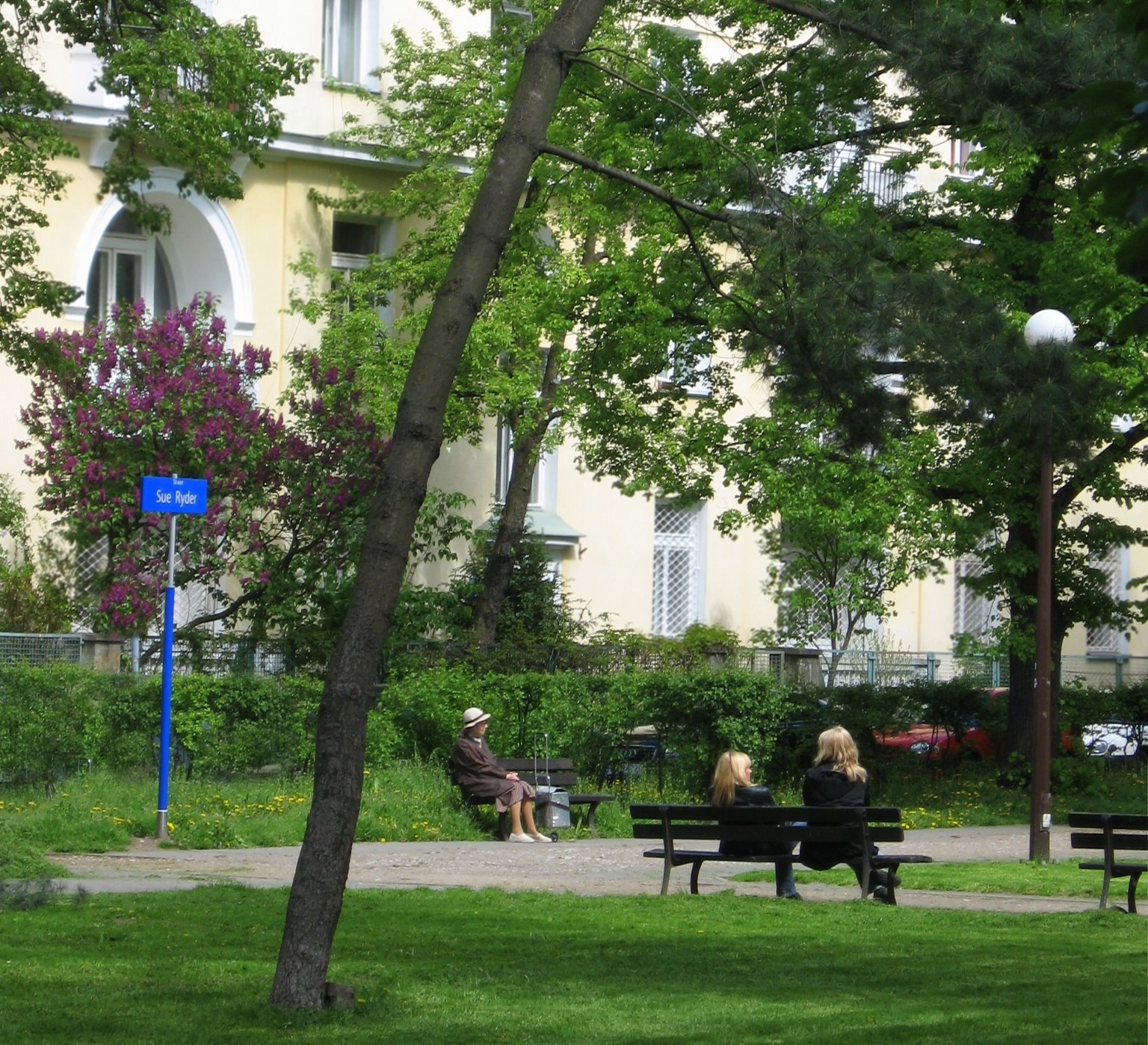
Skwer im. Sue Ryder

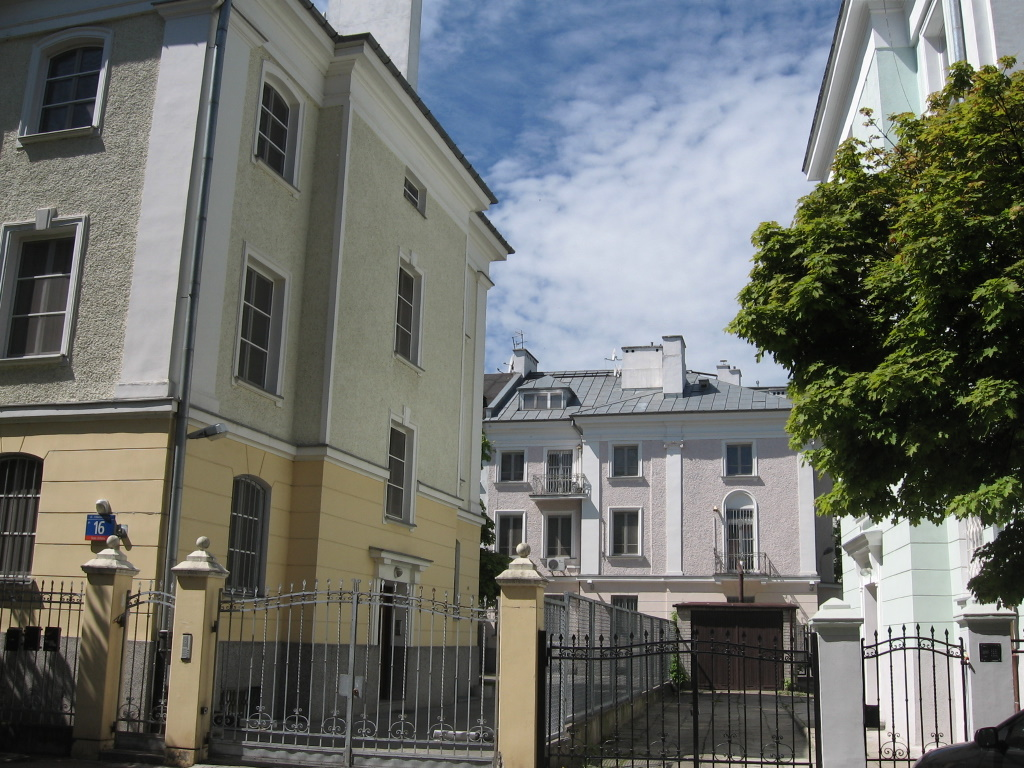
Ulica Mianowskiego

Kolonia Lubeckiego – zabytkowe osiedle na warszawskiej Ochocie. Zajmuje obszar ograniczony ulicami Filtrową, Krzywickiego, Wawelską, Grójecką i placem Narutowicza. Kolonia Lubeckiego mieści się w dwóch osiedlach wydzielonych przez MSI: Starej Ochocie i Filtrach. Na osiedle składają się w większości luźno pobudowane, międzywojenne kamienice o dość jednolitym charakterze z dużą ilością zieleni.
W najwęższym, pierwotnym ujęciu Kolonia Lubeckiego to obszar jednej działki ograniczonej ulicami Rapackiego, Raszyńską, Zapolskiej i Mianowskiego, gdzie powstały domy spółdzielni mieszkaniowej im. Lubeckiego. Następnie nazwę rozszerzono. W zachodniej części Kolonii Lubeckiego koncentrycznie wygięte ulice Maurycego Mochnackiego i Józefa Mianowskiego otaczają plac Narutowicza. Wschodnia część sięgająca do parku Wielkopolskiego przez niektórych nie jest uważana za właściwą część kolonii. Jeszcze dalej na wschód, pomiędzy parkiem Wielkopolskim a ulicą Krzywickiego, leży obszar, który bywa zaliczany zarówno do Kolonii Lubeckiego, jak i Kolonii Staszica.

## Historia
Przed I wojną światową teren ten pozostawał poza granicami miasta, stanowiąc Mokotowskie Pole Wojenne. Magistrat planował początkowo utworzenie w tym miejscu parku, jednak urzędy centralne potrzebowały nowego osiedla dla swoich pracowników. Plan regulacji tego terenu wraz z pobliską kolonią Staszica powstał w 1923 roku. Od pierwszej spółdzielni mieszkaniowej inwestującej na tym terenie pochodzi nazwa osiedla. Pierwsze budynki zaczęły powstawać w 1924 roku. Spółdzielnia Kolonia Lubeckiego jako pierwsze zabudowała ulice Mochnackiego i Mianowskiego. Architektami, którzy stworzyli projekty domów na Kolonii Lubeckiego, byli Antoni Jawornicki, Aleksander Sygietyński, Wacław Weker i Teofil Wiśniowski. Architektura pierwszych budynków powstałych w latach 20. była często historyzująca, neoklasycystyczna. W latach 30. zaczęły powstawać budynki modernistyczne.
W czasie powstania warszawskiego w okresie od 6 do 11 sierpnia 1944 roku wielu mieszkańców osiedla padło ofiarą pacyfikacji Ochoty. 11 sierpnia Niemcy zdobyli kamienicę przy ulicy Wawelskiej 60 (tzw. Redutę Wawelską), ostatni punkt polskiego oporu w dzielnicy. 
Po II wojnie światowej domy odbudowano często w nieco uproszczonej formie.

## Zabytki
Kolonia Lubeckiego jest wpisana do rejestru zabytków jako „Kolonia Lubeckiego – układ i zespół budowlany wraz z zielenią” z numerem 1535-A z 20.12.1993. Wpis do rejestru obejmuje szeroko rozumianą kolonię – od ulic Akademickiej i Grójeckiej (przy skrzyżowaniu z Akademicką i Wawelską) po ulicę Górnickiego. Od północy granicą jest ulica Filtrowa, a od południa Wawelska. W ten sposób obszar pomiędzy ulicami Akademicką a Mochnackiego wchodzi równocześnie w skład zabytkowego zespołu placu Narutowicza. Prawie wszystkie budynki z tego obszaru wpisane są do gminnej ewidencji zabytków.
Dodatkowo do rejestru zabytków nieruchomych wpisane są poszczególne budynki:
- Dom Spółdzielni Mieszkaniowej Profesorów Wolnej Wszechnicy Polskiej przy ulicy Grójeckiej 43;
- zespół kamienic Reduta Wawelska
  - kamienica przy ulicy Uniwersyteckiej 1
  - kamienica przy ulicy Mianowskiego 15
  - kamienica przy ulicy Wawelskiej 60
- kamienica przy ulicy Raszyńskiej 48
- willa przy ulicy Mianowskiego 3

Zabytkiem jest również Zieleniec Wielkopolski, a okolice ulicy bł. Ładysława z Gielniowa są zaliczone do układu Kolonii Staszica.

## Ważniejsze obiekty
- siedziba Najwyższej Izby Kontroli
- Zieleniec Wielkopolski
- gmach Dyrekcji Naczelnej Lasów Państwowych
- VII Liceum Ogólnokształcące im. Juliusza Słowackiego w Warszawie
- Skwer im. Sue Ryder
- Teatr Ochoty
- Międzynarodowa Szkoła podstawowa "Meridian"
- Dom Studencki Akademik przy placu Narutowicza